# Ulica Podwale w Lublinie
 Ulica Podwale w Lublinie  – jedna z ulic Starego Miasta biegnąca u podnóża wzgórza staromiejskiego. Łączy ul. Królewską i Wyszyńskiego z placem Zamkowym.

## Przebieg
Ulica rozpoczyna się na skrzyżowaniu z ulicami Królewską i Prymasa Stefana Wyszyńskiego, od której odchodzi z prawej strony jako podporządkowana droga jednokierunkowa. Nie występują skrzyżowania z drogami publicznymi. Ulica jest nachylona w dół w kierunku jazdy, jej przebieg podobny jest do łuku. Wpada razem ul. Kowalską do placu Zamkowego. Przy lewej krawędzi jezdni na dużej części ulicy jest pas do parkowania (płatne).

## Zabytki
- Szkarpy archikatedry lubelskiej
- Zabytkowy browar i piekarnia (nr 6) należący pierwotnie do Franciszka i Amalii Jensz[2]
- Gimnazjum Żeńskie ss. Kanoniczek (nr 12), obecnie tradycje szkoły kontynuuje VIII LO im. Zofii Nałkowskiej w innym miejscu[3]
- Klasztor żydowski; dawniej szpital św. Łazarza przy kościele św. Wojciecha[4]
- Kościół rektoralny pw. św. Wojciecha
- latarnia pamięci, w miejscu dawnego skrzyżowania z ul. Krawiecką. Zapalona 24 h na dobę upamiętnia Żydów lubelskich

## Obiekty
- Komenda Straży Miejskiej
- Placówka Straży Granicznej
- Zespół Szkół nr 1 (XV LO)
- Urząd Pocztowy